# Aphidura delmasi
Aphidura delmasi är en insektsart. Aphidura delmasi ingår i släktet Aphidura och familjen långrörsbladlöss. Inga underarter finns listade i Catalogue of Life.